# ألونسوة جنوبية
ألونسوة جنوبية (الاسم العلمي:Alonsoa meridionalis) هي نوع من القوارض تتبع جنس الألونسوة من الفصيلة الغدبية.